# Покровка (Бакалинський район)
Покро́вка (рос. Покровка, башк. Покровка) — присілок у складі Бакалинського району Башкортостану, Росія. Входить до складу Старошарашлинської сільської ради.
Населення — 17 осіб (2010; 25 у 2002).
Національний склад:
- росіяни — 84 %